# Assassin of Youth
Assassin of Youth é um filme de propaganda de 1937, dirigido por Elmer Clifton. É um filme pré-Segunda Guerra Mundial sobre os supostos efeitos nocivos da cannabis. Frequentemente, o filme é considerado uma cópia do muito mais famoso Reefer Madness. É um thriller que reflete perfeitamente a propaganda antidrogas de seu tempo.

## Enredo
O jornalista Art Brighton se disfarça para investigar a neta de uma mulher rica que faleceu recentemente, morta em um acidente de carro relacionado a drogas. A menina, Joan Barrie, herdará a fortuna de sua avó se puder cumprir uma cláusula moral no testamento. A prima de Joan, Linda Clayton, e o marido, Jack, tentarão convencer Joan a ficar com a fortuna.
O jornalista tenta salvar Joan e desmantelar a quadrilha criminosa de jovens traficantes de maconha à qual Linda pertence. Enquanto o jornal tenta mostrar os perigos horríveis da maconha para o público em geral, a violência cresce na cidade, especialmente em festas com drogas a noite toda, onde tudo pode acontecer.
Uma cena importante é a que se passa em um tribunal e envolve a acusação de Joan. No momento em que o juiz está prestes a proferir uma sentença, o jornalista Art Brighton se apressa com evidências que expõem o envolvimento de Linda na distribuição de drogas. O filme termina anunciando o noivado de Joan com Brighton.

## Referência ao artigo de Harry J. Anslinger
O título do filme se refere a um artigo do mesmo ano, 1937, do norte-americano Harry J. Anslinger, que apareceu na The American Magazine e foi reimpresso na Reader's Digest em 1938. Esse artigo menciona brevemente várias histórias de seu "arquivo gore" de tragédias supostamente causadas pela maconha.

## Elenco
- Luana Walters como Joan Barry
- Arthur Gardner como Art Brighton
- Dorothy Short como Marjorie 'Marge' Barry
- Earl Dwire como Henry 'Pop' Brady
- Fern Emmett como Henrietta Frisbee
- Henry Roquemore como Juiz George Herbert
- Fay McKenzie como Linda Clayton
- Michael Owen como Jack Howard